# Wingko Sanggrahan
Wingko Sanggrahan is een bestuurslaag in het regentschap Purworejo van de provincie Midden-Java, Indonesië. Wingko Sanggrahan telt 675 inwoners (volkstelling 2010).